# Кандакова, Александра Семёновна
Александра Семёновна Кандакова (1928 — 2013) — советский передовик производства в сельском хозяйстве. Депутат Верховного Совета СССР 9-го созыва. Герой Социалистического Труда (1971).

## Биография
Родилась 18 ноября 1928 года в деревне Новое Завьялово, Завьяловского района Удмуртской АССР в крестьянской семье.
Окончила пять классов. С 1941 года, когда началась Великая Отечественная война, А. С. Кандакова с тринадцати лет начала трудовую деятельность свинаркой на ферме в колхозе «Искра».
В 1947 году по семейным обстоятельствам А. С. Кандакова переехала в деревню Новые Тукмачи Завьяловского района, где до 1956 года работала бригадиром полеводческой бригады. В 1956 году переехала в город Ижевск, где работала разнорабочей Дворца культуры и уборщицей в школе посёлка Красный Кустарь.
С 1961 года работала на Ижевской птицефабрике — цыплятницей (выращивала молодняк для ежегодного обновления стада несушек).
Благодаря применению передовых методов ухода и содержания птицы А. С. Кандакова ежегодно добивалась высоких производственных показателей. Когда на птицефабрике развернулось соревнование за получение 200 яиц от каждой курицы-несушки в год, она первая преодолела этот рубеж и была награждена золотыми часами. В 1970 году она уже получила 232 яйца от каждой несушки. На протяжении более десяти лет А. С. Кандакова признавалась лучшей птичницей Удмуртской АССР.
8 апреля 1971 года Указом Президиума Верховного Совета СССР «за выдающиеся успехи, достигнутые в развитии сельскохозяйственного производства и выполнении пятилетнего плана продажи государству продуктов земледелия и животноводства» Александра Семёновна Кандакова была удостоена звания Героя Социалистического Труда с вручением ордена Ленина и золотой медали «Серп и Молот».
Неоднократно достижения А. С. Кандаковой экспонировались на ВДНХ СССР. Помимо основной деятельности А. С. Кандакова в 1974 году была избрана депутатом Верховного Совета СССР 9-го созыва.
А. С. Кандакова была многодетной матерью, родившей и воспитавшей пять детей. С 1979 года — на пенсии. Жила в Ижевске. Скончалась 7 июля 2013 года.

## Награды
- Медаль «Серп и Молот» (8.04.1971)
- Орден Ленина (8.04.1971)
- Медаль Материнства II степени
- Медаль «За доблестный труд в Великой Отечественной войне 1941—1945 гг.»
- Серебряная и две бронзовые медали ВДНХ СССР

### Звания
- Почётный гражданин Завьяловского района (31.10.1995)